# Shorea lumutensis
Espèce
Statut de conservation UICN

 CR B1ab(iii) : 
En danger critique
Shorea lumutensis est une espèce de plantes du genre Shorea de la famille des Dipterocarpaceae.